# جان فاينبرغ

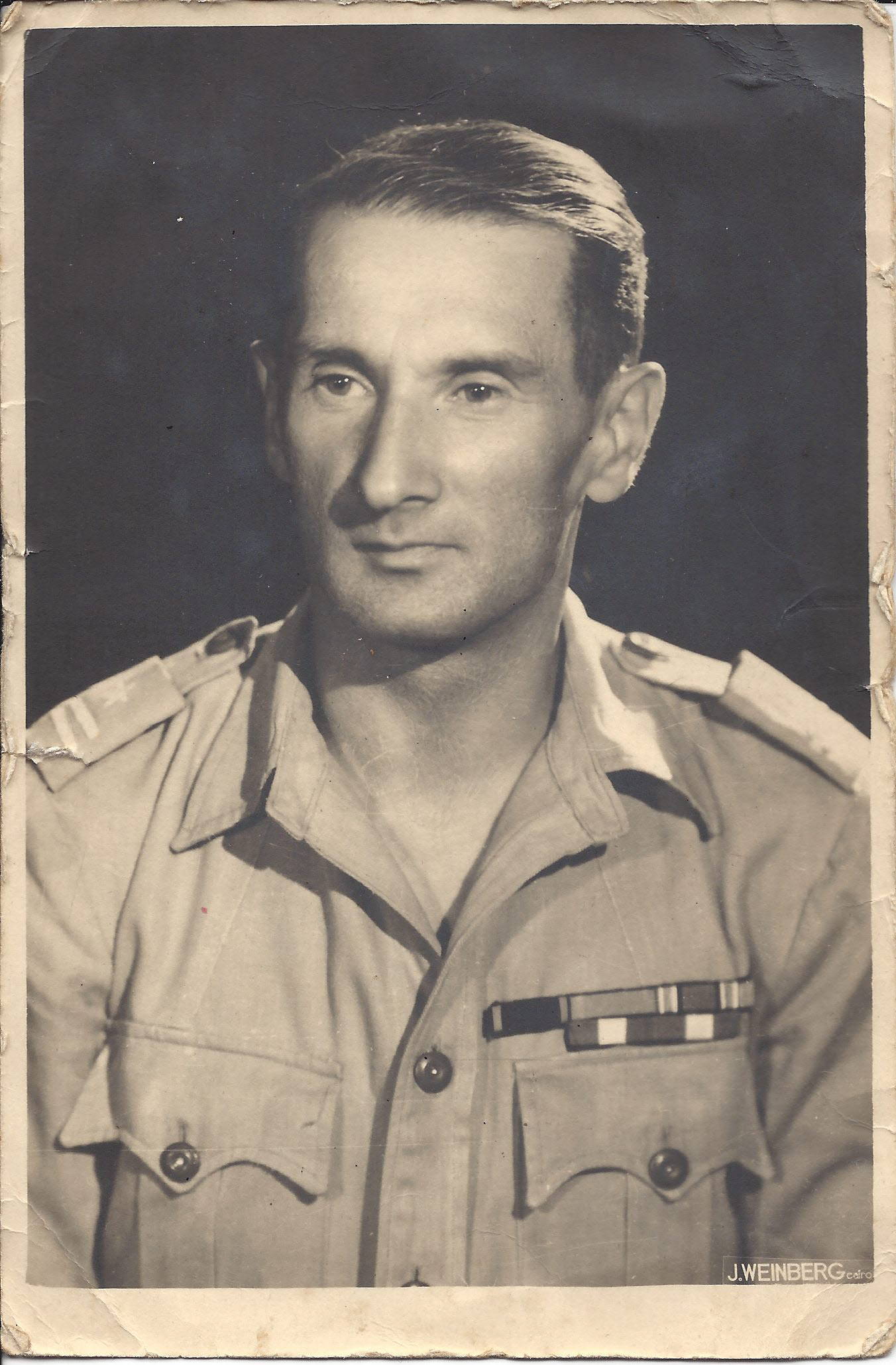
من اعمال فاينبرج

جان فاينبرغ (Jean Weinberg) هو مصور فوتوغرافي يهودي روماني بارز، عمل في تركيا ثم في مصر، واشتهر في مصر بتصوير أعضاء الأسرة الحاكمة وبعض رجالات مصر البارزين.
كان فاينبرغ يمتلك ستوديو فوتو فرانسيه (Foto Français) في حي بيرا (حي بايوغلو الحالي) بمدينة إسطنبول، وقد عمل المصور النمساوي أوتمار فيرشي مساعدًا له في ذلك الاستوديو منذ سنة 1926، إلى أن افتتح فيرشي استوديو خاصًا به سنة 1931.
في احتفالات عيد الجمهورية بقصر أنقرة سنة 1929، ركل فاينبرغ عمدًا حامل الكاميرا الخاص بمصور صحفي تركي بارز كان يعده الرئيس أتاتورك المصور الصحفي الأول في تركيا، وقد تسبب ذلك في منع فاينبرغ من التقاط صور لأتاتورك فيما بعد.
وفي 11 يونيو 1932، أقر البرلمان التركي القانون 2007، المتعلق بالفنون والمهن التي يُقصر العمل بها في تركيا على المواطنين الأتراك، وقد حظر ذلك القانون عمل الأجانب بالتصوير الفوتوغرافي في تركيا، فسافر فاينبرغ وفيرشي إلى الإسكندرية سنة 1932، حيث قضيا بضعة أشهر، ثم عادا إلى إسطنبول لينقلا استوديوهاتهما إلى مصر. وقد حقق فاينبرغ نجاحًا ملموسًا في مصر، واشتهر بالتقاط الصور لأعضاء الأسرة المالكة وغيرهم من الشخصيات الشهيرة في مصر. وقد ظل فاينبرغ يعمل في مصر حتى بعد ثورة يوليو 1952، ويُعتقد أنه هاجر من مصر في أعقاب العدوان الثلاثي سنة 1956.